# تیمینس، انتاریو
تیمینس، انتاریو (به انگلیسی: Timmins) یک شهر در کانادا است که در بخش کوکرین واقع شده‌است.

## خصوصیات
تیمینس ۴۳٬۱۶۵ نفر جمعیت دارد و ۲۹۴٫۷۰ متر بالاتر از سطح دریا واقع شده‌است.